# Rockville (Alabama)
Rockville es un lugar designado por el censo ubicado en el condado de Clarke en el estado estadounidense de Alabama. En el Censo de 2010 tenía una población de 43 habitantes y una densidad poblacional de 9,52 personas por km².

## Geografía
Rockville se encuentra ubicado en las coordenadas 31°24′21″N 87°50′39″O / 31.40583, -87.84417. Según la Oficina del Censo de los Estados Unidos, Rockville tiene una superficie total de 7.27 km², de la cual 7.27 km² corresponden a tierra firme y (0%) 0 km² es agua.

## Demografía
Según el censo de 2010, había 43 personas residiendo en Rockville. La densidad de población era de 9,52 hab./km². De los 43 habitantes, Rockville estaba compuesto por el 97.67% blancos, el 0% eran afroamericanos, el 0% eran amerindios, el 0% eran asiáticos, el 0% eran isleños del Pacífico, el 0% eran de otras razas y el 0% pertenecían a dos o más razas. Del total de la población el 2.33% eran hispanos o latinos de cualquier raza.